# Charlotte Knight
Pour les articles homonymes, voir Knight.
Charlotte Knight est une actrice et scénariste américaine née le 8 février 1894 au Wisconsin (États-Unis), décédée le 16 mai 1977 à Hollywood (États-Unis).

## Filmographie

### comme actrice
- 1945 : The Clock : Reception Clerk
- 1955 : Sincerely Yours de Gordon Douglas
- 1956 : Les Dix Commandements (The Ten Commandments) de Cecil B. DeMille : Slave
- 1958 : Désir sous les ormes (Desire Under the Elms)
- 1967 : La Vallée des poupées (Valley of the Dolls) : Neely's maid
- 1972 : Getting Away from It All (TV) : Sarah
- 1972 : Strangers in 7A (TV) : Old Woman
- 1975 : Names of Sin : The Old Lady

### comme scénariste
- 1949 : The Story of 'Little Red Riding Hood'
- 1951 : The Story of 'Hansel and Gretel'
- 1953 : The Story of King Midas